# Радниця
Радниця (пол. Radnica, нім. Rädnitz) — село в Польщі, у гміні Кросно-Оджанське Кросненського повіту Любуського воєводства.
Населення — 621 особа (2011).
У 1975-1998 роках село належало до Зеленогурського воєводства.

## Демографія
Демографічна структура станом на 31 березня 2011 року:
|          | Загалом | Допрацездатний вік | Працездатний вік | Постпрацездатний вік |
| -------- | ------- | ------------------ | ---------------- | -------------------- |
| Чоловіки | 304     | 62                 | 215              | 27                   |
| Жінки    | 317     | 57                 | 184              | 76                   |
| Разом    | 621     | 119                | 399              | 103                  |